# G.R.L.
G.R.L. is een Amerikaanse, Britse en Canadese meidengroep gevormd door Robin Antin. De groep bestond door de jaren in uit Emmalyn Estrada, Lauren Bennett en Natasha Slayton, tot haar overlijden in september 2014 Simone Battle, Paula Van Oppen en Jazzy Mejia. Al dan niet in verschillende line-ups.

## Muziekcarrière

### 2011–2012: Pussycat Dolls en formatie
In maart 2011 begon Antin met het houden van audities voor het vinden van nieuwe meiden die de vertrokken leden van The Pussycat Dolls konden vervangen. In oktober 2011 werd op de officiële Facebookpagina van The Pussycat Dolls bevestigd dat Lauren Bennett (voormalig lid Paradiso Girls) en Vanessa Curry (voormalige Lakers Girl, en al Pussycat Doll sinds eind 2010) twee van de nieuwe leden waren. Later die maand werden er foto's gepubliceerd van de officiële nieuwe groep bestaande uit Bennett, Curry en Kristal Smith, Tiffany Zavala, Kia Hampton en Paula Van Oppen. Zij waren de studio in gegaan om te bekijken wat de sound was en wat ze wilden. Nog voor de jaarwisseling namen de Dolls in de studio een reclamefilmpje voor de Super Bowl op. De spotje zou als een soort perspresentatie moeten dienen. Opeens bestonden de Dolls uit Bennet, Curry, Van Oppen en Chrystina Sayers (uit Girlicious) en Erica Jenkins. Wat er met Smith, Zavala en Hampton was gebeurd, is onbekend. Op 5 februari 2012 debuteerden ze met deze nieuw groep, tijdens de Super Bowl, als onderdeel van de GoDaddy's jaarlijkse reclamespot.
Op 12 april 2012 werd bekend dat Chrystina Sayers niet langer meer onderdeel was van de band. In juli 2012 werd bekend dat er een aantal leden bij waren gekomen: Natalie Mejia (van Girlicious), Amanda Branche en Natasha Slayton, hiermee werd ook bekend dat Jenkins de groep had verlaten. Een maand later was Branche alweer vervangen door X Factor-kandidaat Simone Battle. In november kwam Emmalyn Estrada bij de groep, zij verving Mejia. Mejia maakte bekend dat zij haar eerste kind verwachtte en daarom stopte met de groep.

### 2013–2014: doorbraak en debuutalbum
In februari 2013, maakte Antin bekend dat ze hun debuutalbum onder een andere naam dan The Pussycat Dolls gingen uitbrengen.
Op 16 juni verscheen de debuutsingle "Vacation", die de soundtrack werd voor de film The Smurfs 2. Dit was het eerste wat onder hun nieuwe naam G.R.L. verscheen en ook voor het eerst dat hun nieuwe naam werd vrijgegeven. Op 10 september kwam de single binnen op nummer 7 in de Zuid-Koreaanse hitlijst. Het eerste liveoptreden was op 28 september in Skokie. Ze hebben in een interview bevestigd, dat ze voor hun nieuwe album zijn gaan samenwerken met Dr. Luke, Max Martin, Cirkut, Darkchild en Lukas Hilbert.
Op 28 januari 2014 maakte de groep bekend dat "Show Me What You Got" op het compilatiealbum Now That's What I Call Music! zou verschijnen in de Verenigde Staten.
G.R.L. staat ook op de nieuwe single van Pitbull, genaamd "Wild Wild Love".
Op 14 maart stond de groep op het iTunes-festival op SXSW, waar ze openden voor Zedd en Pitbull.
Op 5 september werd Simone Battle dood aangetroffen in haar woning. De overgebleven bandleden hebben een single gemaakt ter herdenking van Simone Battle, genaamd 'lighthouse'

### 2014–2015: Hergroepering en uit elkaar
Na de dood van Battle besloten de vier overgebleven meiden door te gaan. Ze namen eind 2014 Lighthouse op, ter nagedachtenis van Battle.
De groep ging eind mei 2015 alsnog uit elkaar, door verschillende redenen. Één reden van de break up was dat de meiden het erg moeilijk hadden en niet over het overlijden van Battle heen kwamen. Ook kregen ze alle vier steeds andere opdrachten tussendoor wat moeilijk te combineren viel met G.R.L.

### 2016–2019: Comeback en nieuw lid
Ruim een jaar later werd in juni 2016 bekendgemaakt dat de meiden een comeback gaan maken. De groep wordt wederom gehergroepeerd, alleen Bennett en Slayton terugkeren met Jazzy Mejia, als derde en nieuw lid. Op 4 augustus maakte ze hun debuut als de nieuwe line-up.
In augustus dat jaar brachten ze hun eerste single als trio uit en in december hun tweede single. Beide singles werden geen groot succes. Door de jaren heen bleven ze optreden, maar brachten verder geen nieuwe singles meer uit.
In 2018 werd het wat stiller rondom de groep. Later dat zei Slayton dat de meiden bezig waren met hun eigen solocarrières, maar dat de groep niet uit elkaar was.
In de zomer 2020 gaf Meija nog in een interview aan de groep niet uit elkaar was en dat ze nog regelmatig kleine shows deden, maar dat ze vooral bezig waren met eigen dingen. Maar dat ze zeker open staat voor nieuwe dingen met de groep.

### 2020–2022: Comeback 2.0 en Estrada's terugkeer
De meiden waren eind 2019 al in geheim gesprekken over een eventuelen comback bestaande uit de vier originale dames te voeren, en in het voorjaar van 2020 zouden ze dan terug keren. Uiteindelijk werd dat door de Coronapandemie uitgesteld.
In september 2020 kwamen de vier originele dames bij elkaar voor enkele gastoptreden bij PLAY, de dansschool van Robin Antin. Ook hun officiële social media accounts hintte op een comeback, helemaal wanneer alle foto's met Mejia wordt verwijderd. Later werd duidelijk dat de groep weer met z'n originele bezetting gaan optreden. Mejia vertelde dat zij niet was geïnformeerd over deze comeback, nog dat zij wel of niet nog lid was van de groep. Zij vertelde later dat Estrada en Van Oppen alleen een comeback met z'n vieren te willen, zonder Mejia. Daarnaast geven de managers en producenten later aan dat zij alleen geïnteresseerd waren in een comeback met alleen originele leden van de groep.
Hoewel Van Oppen aanvankelijk ook zou terugkeren, besloot zij na drie maanden repeteren vlak voor de nieuwe promo-videoshoot de groep wegens persoonlijke redenen alweer te verlaten, nadat zij eigenlijk niet meer haar plek in de entertainmentindustrie zag.
Op 14 januari maakte G.R.L. bekend via hun officiele instagram account dat ze bezig waren met nieuwe muziek en dat 2021 hun jaar zou gaan worden. Echter verliet de manager de groep in april 2021 en werd het daarna stil rondom de groep. Ze plaatsen diezelfde maand nog hun eerste officiële persfoto.
In augustus 2022 laat Slayton weten aan haar volgens op instagram dat de gepande reünie achter de schermen alweer is gecanceld en dat er (nog) geen plannen waren voor nieuwe reunies. 

## Leden
- Simone Battle (2012–2014)
- Lauren Bennett (2011–2015, 2016–2021)
- Emmalyn Estrada (2012–2015, 2020–2021)
- Natasha Slayton (2012–2015, 2016–2021)
- Paula Van Oppen (2011–2015, 2020)
- Jazzy Mejia (2016–2020)

Pré G.R.L.
- Chrystina Sayers (2011–2012)
- Vanessa Curry (2011–2012)
- Erica Kiehl Jenkins (2011–2012)
- Natalie Mejia (2012)
- Amanda Branche (2012)

## Discografie

### Singles
| Single met eventuele hitnotering(en) in de Nederlandse Top 40 | Datum van verschijnen | Datum van binnenkomst | Hoogste positie | Aantal weken | Opmerkingen                               |
| ------------------------------------------------------------- | --------------------- | --------------------- | --------------- | ------------ | ----------------------------------------- |
| Wild Wild Love                                                | 25-02-2014            | -                     | -               | -            | met Pitbull / Nr. 87 in de Single Top 100 |
| Ugly Heart                                                    | 03-06-2014            | 08-11-2014            | tip2            | -            | Nr 84 in de Single Top 100                |
| Lighthouse                                                    | 15-01-2015            | -                     | -               | -            |                                           |

| Single met hitnotering(en) in de Vlaamse Ultratop 50 | Datum van verschijnen | Datum van binnenkomst | Hoogste positie | Aantal weken | Opmerkingen |
| ---------------------------------------------------- | --------------------- | --------------------- | --------------- | ------------ | ----------- |
| Wild Wild Love                                       | 25-02-2014            | 08-03-2014            | tip3            | -            | met Pitbull |
| Ugly Heart                                           | 03-06-2014            | 06-12-2014            | 21              | 16*          |             |
| Lighthouse                                           | 15-01-2015            | -                     | -               | -            |             |